# Тауткайте, Эугения
Эугения Тауткайте (лит. Eugenija Tautkaitė; 20 декабря 1899, Гатчина — 5 января 1960, Вильнюс) — литовская писательница, деятельница литовского коммунистического подполья; заслуженный деятель культуры Литовской ССР (1959); мать физика Юраса Пожелы.

## Биография
Родилась в Гатчине. После смерти родителей с сестрой переселилась в Вильно. Начальную школу окончила в Пашушвисе. В 1915 году уехала в Петроград. В 1916 годах посещала вечерние курсы в Петрограде, в 1917 году на Кавказе посещала гимназию.
В 1918 году вернулась в Вильно. В 1919 году вступила в коммунистическую партию. В Минске и Москве обучалась на партийных курсах. По возвращении в 1920 году в Литву в различных местностях вела коммунистическую работу. В том же 1920 году познакомилась с одним из организаторов Коммунистической партии Литвы Каролисом Пожелой.
В 1922—1923 годах отбывала заключение в тюрьме. В тюрьме начала писать рассказы и повести. После обмена политзаключёнными выехала в Москву; по другой версии, была отпущена из тюрьмы и уехала в Москву.
В Москве в 1923—1925 годах посещала Коммунистический университет национальных меньшинств Запада имени Мархлевского. В 1929—1935 годах работала в секретариате исполкома Коминтерна. В 1937 году окончила Литературный институт имени М. Горького.
Подверглась репрессиям и была выслана в Казахстан. В 1943—1944 годах работала учительницей в литовской средней школы в Удмуртии. В 1945 году вернулась в Литву, в Вильнюс.
С 1945 года работала директором Дворца пионеров, в 1949—1954 годах — директором курсов советских работников.
Умерла 5 января 1960 года. Похоронена на Антакальнисском кладбище.

## Творчество
Рассказы, пропагандирующие коммунистическую идеологию, начала писать в тюрьме . в Минске был издан сборник „Partijos kurjerė“ («Курьер партии»; 1934). В книгах „Liaudies dukros“ («Дочери народа»; 1955), „Pirmieji“ («Первые»; 1959, второе издание 1977) изображала скудный быт после Первой мировой войны, рост самосознания женщин. Автор рассказов для детей, изданных в сборнике „Mažasis draugas“ («Маленький друг», 1955), сборника рассказов „Sargybiniai“ («Часовые» , 1958), пьес („Pradžia“, 1955; „Mažasis draugas“, 1957), воспоминаний, близких к художественной прозе, „Takais takeliais į didį kelią“ («По тропам-тропинкам на большую дорогу», 1957).
Некоторые свои произведения подписывала псевдонимом Jūratė Juraitė.